# الكسندر يونغ (عسكري)
الكسندر يونغ (بالإنجليزية: Alexander Young)‏ هو عسكري أيرلندي، ولد في 27 يناير 1873 في Clarinbridge ‏ في جمهورية أيرلندا، وتوفي في 19 أكتوبر 1916 في فرنسا.